# Zeven liederen voor mannenkoor
Zeven liederen voor mannenkoor (Seitsemän laulua mieskuorolle) bestaat uit een zevental toonzettingen van gedichten door de Finse componist Toivo Kuula voor mannenkoor, waarvan zes zonder begeleiding. De titel van de verzameling strookt niet met het laatste liedje, dat gezien de twee versies die ervan bestaan aan de overige zes lijkt te zijn toegevoegd. Het zijn vierstemmige liederen (behalve ook de laatste) voor twee tenor en twee baritonstemmen. De liederen zijn geschreven in de romantische stijl waarin Kuula in eerste instantie les heeft gekregen. De liederen werden veelal los van elkaar uitgevoerd. 
De zeven liedjes zijn:
- opus 34a.1: Kesayö (Zomernacht), van Lauri Pohjanpää, in As-majeur
- opus 34a.2: Sysky (Herfst) van V.A. Koskenniemi, andante tranquillo in E-majeur
- opus 34a.3: Tanssista palataan (Het huis van de dans) van Eero Eerola, allegro moderato in A-majeur
- opus 34a.4: Nu tulevat taas (Ze komen opnieuw thuis) van Eero Eerola, molto moderato in a-mineur/A-majeur
- opus 34a.5: Vapauden laulu (Lied van de vrijheid) van Eero Eerola, feroce in f-mineur
- opus 34a.6: Sirkan häämatka (Sirka's wittebroodweken) van Eino Leino, maatslag 80 in Ges-majeur
- opus 34a.7: Jokamies/Suojeluskuntien marssi; van Eero Eerola, waarvan twee versies zijn; een voor unisono koor met pianobegeleiding en een voor gemengd koor; pomposo in C-majeur